# Сибирскотатарски језик
Сибирскотатарски језик (себертатар тел), је туркијски језик којим се говори у западном Сибиру у Русији.

## Дијалекти
Сибирскотатарски језик се састоји од три дијалекта: тоболско-иртишког, барабинског и томског.
Према Д. Г. Тумашевој, барабински дијалект је граматички најближи јужном дијалекту алтајских језика, киргијском језику и има значајне граматичке сличности са чулимским, хакаским, шорским и туванским језиком.
Томски дијалект је, према њеном мишљењу, још ближи алтајским и сличним језицима.
Тевришки говор тоболско-иртишког дијалекта дели значајне елементе са сибирским туркијским језицима, наиме са алтајским језицима, хакаским и шорским језиком.
Иако је Габдељхај Ахатов био Волшки Татар, он се упуштао у проучавање фонетских посебности сибирскотатарског језика аутохтоног становништва Сибира, Сибирских Татара.
У свом класичном темељном истраживачком раду „Дијалект западносибирских Татара“ (1963.) Ахатов је писао о тоболско-иртишким Сибирским Татарима, западној групи Сибирских Татара, који су домороци Омске и Тјуменске области.
Предлажући свеобухватну интегрисану анализу фонетског система, лексичког састава и граматичке структуре, научник је закључио да је језик Сибирских Татара засебан језик, подељен на три дијалекта и један је од најстаријих туркијских језика.

## Алфабет
| Ћирилица | Латиница      | Изговор | Белешке |
| -------- | ------------- | ------- | --- |
| А а      | A a           | [a]     | |
| Ә ә      | Ä ä           |         | |
| Б б      | B b           | [b]     | |
| В в      | W w, V v      |         | V v у позајмљеницама                                                                                               |
| Г г      | G g           | [g]     | |
| Ғ ғ      | Ğ ğ           |         | |
| Д д      | D d           | [d]     | |
| Е е      | E e, Ye ye    | [e]     | Е е се такође користи као [је] у руским позајмљеницама, у другим случајевима сибирски татари користе Йе йе (Ye ye) |
| Ё ё      | Yo yo, Yö, yö | [jo]    | Користи се у руским позајмљеницама, у другим случајевима сибирски татари користе Йо йо, Йө йө (Yo yo, Yö yö)       |
| Ж ж      | J j           |         | |
| З з      | Z z           | [z]     | |
| И и      | İ i           | [i]     | |
| Й й      | Y y           | [j]     | |
| К к      | K k           | [k]     | |
| Ҡ ҡ      | Q q           | [q]     | |
| Л л      | L l           | [l]     | |
| М м      | M m           | [m]     | |
| Н н      | N n           | [n]     | |
| Ң ң      | Ŋ ŋ           |         | |
| О о      | O o           |         | |
| Ө ө      | Ö ö           |         | |
| П п      | P p           | [p]     | |
| Р р      | R r           |         | |
| С с      | S s           | [s]     | |
| Т т      | T t           | [t]     | |
| У у      | U u, W w      |         | ул – ul; уаҡыт – waqıt                                                                                             |
| Ү ү      | Ü ü, W w      |         | күреү – kürew |
| Ф ф      | F f           |         | |
| Х х      | X x           |         | |
| Һ һ      | H h           |         | |
| Ц ц      | C c           |         | |
| Ч ч      | Ç ç           |         | |
| Ш ш      | Ş ş           |         | |
| Щ щ      | Şç şç         |         | Користи се само у руским позајмљеницама                                                                            |
| Ъ ъ      | -             | [-]     | |
| Ы ы      | I ı           |         | |
| Ь ь      | -             |         | |
| Э э      | E e           |         | |
| Ю ю      | Yu yu, Yü yü  |         | користи се у руским позајмљеницама, у другим случајевима сибирски татари користе Йу йу, Йү йү (Yu yu, Yü yü)       |
| Я я      | Ya ya, Yä yä  |         | користи се у руским позајмљеницама, у другим случајевима сибирски татари користе Йа йа, Йә йә (Ya ya, Yä yä)       |

Оваj алфабет заснован је на заједничком туркијском алфабету.                                                                                                                